# Thestor alpina
Thestor alpina är en fjärilsart som beskrevs av Grum-grshimailo 1890. Thestor alpina ingår i släktet Thestor och familjen juvelvingar. Inga underarter finns listade i Catalogue of Life.